# Младиново
Младиново е село в Южна България. То се намира в община Свиленград, област Хасково. До 1934 г. името на селото е Ения.

## География
Село Младиново (област Хасково) се намира в подножието на Сакар планина, Южен централен регион на България. Намира се на 20 км от гр. Свиленград, на 150 км от гр. Бургас и на 20 км от левия бряг на река Марица.
В климатично отношение районът е повлиян от Егейско море. Изградени са два язовира с вместимост над 800 хил. м3 вода. За отглеждането на лозови, бадемови, орехови насаждения условията са изключително благоприятни.

## История
В околностите на с. Младиново са установени 12 долмена, 76 долменни и 146 надгробни могили.
По време на османската власт селото се нарича Ения (Ново село). От 1912 г. селото е в България. Населените места в Свиленградската община са освободени от османската власт на 1 октомври 1913 година. Преименувано е с МЗ 2820 (обн. 14. VIII. 1934) на Младиново. До 1950 г. Свиленградска околия е в състава на Старозагорска област. В наши дни е едно от най-населените места на бившата Свиленградска околия.
В с. Младиново има българска и турска общности, разположени в две махали – горна и долна.
Събитията, свързани с името на Младиново, не са известни. Допуска се, че Васил Левски е посетил Младиново. Последният кмет (мухтап) на селото от времето преди освобождението е Стоил Паунов Колев.

## Икономика
Основният поминък е земеделие и животновъдство. Голям работодател е предприятието ЕУРО Плантс, което произвежда оранжерийни плодове и зеленчуци, основно ягоди.

## Видни личности
- Кръстю Георгиев Стоилов – проф.д-р т.н. инж. полк., роден на 26 юли 1927 г. в с. Младиново, Хасковска област. През 1950 г. завършва Народно военно училище „В Левски“ и придобива офицерско звание подпоручик. Служи в 54-ти инженерен полк и Военно инженерното училище. През 1960 г. завършва висше гражданско образование – инженер геолог хидрогеолог. Постъпва на работа в БАН – геологически институт. Специализира в Руската академия на науките и Московския държавен университет. Публикува над 80 статии както и две монографии. Разработва теми в областта на инженерната геология и опазване на околната среда. Освен това публикува над 15 статии в обастта на отбранителното строителство и монография. Носител е на първа награда на Съюза на учените в България – 1978 г. и на държавен орден „Св. св. Кирил и Методий“ първа степен за принос в науката – 1986 г. Лицензиран експерт е на Министерството по опазване и възпроизводство на околната среда и водите.